# Željevo (gmina Svrljig)
Željevo (cyr. Жељево) – wieś w Serbii, w okręgu niszawskim, w gminie Svrljig. W 2011 roku liczyła 52 mieszkańców.